# Виипсте
Ви́ипсте (ест. Võõpste küla) — село в Естонії, у волості Кастре повіту Тартумаа.

## Населення
Чисельність населення на 31 грудня 2011 року становила 123 особи.

## Географія
Поблизу населеного пункту пролягає автошлях 22270 (Вана-Кастре — Кастре — Винну). 

## Історія
До 24 жовтня 2017 року село входило до складу волості Мякса.